# Список астероїдів (501—600)
| Назва                           | Тимчасове позначення | Дата відкриття    | Місце відкриття                     | Відкривач                |
| ------------------------------- | -------------------- | ----------------- | ----------------------------------- | ------------------------ |
| 501 Ургіксідур (Urhixidur)      | 1903 LB              | 18 січня 1903     | Обсерваторія Гейдельберг-Кеніґштуль | Макс Вольф               |
| 502 Сіґуна (Sigune)             | 1903 LC              | 19 січня 1903     | Обсерваторія Гейдельберг-Кеніґштуль | Макс Вольф               |
| 503 Евелін (Evelyn)             | 1903 LF              | 19 січня 1903     | Обсерваторія Гейдельберг-Кеніґштуль | Раймонд Сміт Дуґан       |
| 504 Кора (Cora)                 | 1902 LK              | 30 червня 1902    | Кембридж                            | Солон Бейлі              |
| 505 Кава (Cava)                 | 1902 LL              | 21 серпня 1902    | Кембридж                            | Роял Фрост               |
| 506 Маріон (Marion)             | 1903 LN              | 17 лютого 1903    | Обсерваторія Гейдельберг-Кеніґштуль | Раймонд Сміт Дуґан       |
| 507 Лаодіка (Laodica)           | 1903 LO              | 19 лютого 1903    | Обсерваторія Гейдельберг-Кеніґштуль | Раймонд Сміт Дуґан       |
| 508 Прінстонія (Princetonia)    | 1903 LQ              | 20 квітня 1903    | Обсерваторія Гейдельберг-Кеніґштуль | Раймонд Сміт Дуґан       |
| 509 Іоланда (Iolanda)           | 1903 LR              | 28 квітня 1903    | Обсерваторія Гейдельберг-Кеніґштуль | Макс Вольф               |
| 510 Мабелла (Mabella)           | 1903 LT              | 20 травня 1903    | Обсерваторія Гейдельберг-Кеніґштуль | Раймонд Сміт Дуґан       |
| 511 Давида (Davida)             | 1903 LU              | 30 травня 1903    | Обсерваторія Гейдельберг-Кеніґштуль | Раймонд Сміт Дуґан       |
| 512 Тауриненсіс (Taurinensis)   | 1903 LV              | 23 червня 1903    | Обсерваторія Гейдельберг-Кеніґштуль | Макс Вольф               |
| 513 Центезіма (Centesima)       | 1903 LY              | 24 серпня 1903    | Обсерваторія Гейдельберг-Кеніґштуль | Макс Вольф               |
| 514 Арміда (Armida)             | 1903 MB              | 24 серпня 1903    | Обсерваторія Гейдельберг-Кеніґштуль | Макс Вольф               |
| 515 Аталія (Athalia)            | 1903 ME              | 20 вересня 1903   | Обсерваторія Гейдельберг-Кеніґштуль | Макс Вольф               |
| 516 Амгерстія (Amherstia)       | 1903 MG              | 20 вересня 1903   | Обсерваторія Гейдельберг-Кеніґштуль | Раймонд Сміт Дуґан       |
| 517 Едіт (Edith)                | 1903 MH              | 22 вересня 1903   | Обсерваторія Гейдельберг-Кеніґштуль | Раймонд Сміт Дуґан       |
| 518 Халва (Halawe)              | 1903 MO              | 20 жовтня 1903    | Обсерваторія Гейдельберг-Кеніґштуль | Раймонд Сміт Дуґан       |
| 519 Сильванія (Sylvania)        | 1903 MP              | 20 жовтня 1903    | Обсерваторія Гейдельберг-Кеніґштуль | Раймонд Сміт Дуґан       |
| 520 Франциска (Franziska)       | 1903 MV              | 27 жовтня 1903    | Обсерваторія Гейдельберг-Кеніґштуль | Макс Вольф, Пауль Ґьотц  |
| 521 Бріксія (Brixia)            | 1904 NB              | 10 січня 1904     | Обсерваторія Гейдельберг-Кеніґштуль | Раймонд Сміт Дуґан       |
| 522 Хельга (Helga)              | 1904 NC              | 10 січня 1904     | Обсерваторія Гейдельберг-Кеніґштуль | Макс Вольф               |
| 523 Ада (Ada)                   | 1904 ND              | 27 січня 1904     | Обсерваторія Гейдельберг-Кеніґштуль | Раймонд Сміт Дуґан       |
| 524 Фіделіо (Fidelio)           | 1904 NN              | 14 березня 1904   | Обсерваторія Гейдельберг-Кеніґштуль | Макс Вольф               |
| 525 Аделаїда (Adelaide)         | 1908 EKa             | 21 жовтня 1908    | Тонтен                              | Джоел Меткалф            |
| 526 Єна (Jena)                  | 1904 NQ              | 14 березня 1904   | Обсерваторія Гейдельберг-Кеніґштуль | Макс Вольф               |
| 527 Евріанта (Euryanthe)        | 1904 NR              | 20 березня 1904   | Обсерваторія Гейдельберг-Кеніґштуль | Макс Вольф               |
| 528 Реція (Rezia)               | 1904 NS              | 20 березня 1904   | Обсерваторія Гейдельберг-Кеніґштуль | Макс Вольф               |
| 529 Преціоза (Preziosa)         | 1904 NT              | 20 березня 1904   | Обсерваторія Гейдельберг-Кеніґштуль | Макс Вольф               |
| 530 Турандот (Turandot)         | 1904 NV              | 11 квітня 1904    | Обсерваторія Гейдельберг-Кеніґштуль | Макс Вольф               |
| 531 Церліна (Zerlina)           | 1904 NW              | 12 квітня 1904    | Обсерваторія Гейдельберг-Кеніґштуль | Макс Вольф               |
| 532 Геркуліна (Herculina)       | 1904 NY              | 20 квітня 1904    | Обсерваторія Гейдельберг-Кеніґштуль | Макс Вольф               |
| 533 Сара (Sara)                 | 1904 NZ              | 19 квітня 1904    | Обсерваторія Гейдельберг-Кеніґштуль | Раймонд Сміт Дуґан       |
| 534 Нассовія (Nassovia)         | 1904 OA              | 19 квітня 1904    | Обсерваторія Гейдельберг-Кеніґштуль | Раймонд Сміт Дуґан       |
| 535 Монтегю (Montague)          | 1904 OC              | 7 травня 1904     | Обсерваторія Гейдельберг-Кеніґштуль | Раймонд Сміт Дуґан       |
| 536 Мерапі (Merapi)             | 1904 OF              | 11 травня 1904    | Вашингтон                           | Джордж Генрі Пітерс      |
| 537 Паулі (Pauly)               | 1904 OG              | 7 липня 1904      | Обсерваторія Ніцци                  | Огюст Шарлуа             |
| 538 Фрідеріка (Friederike)      | 1904 OK              | 18 липня 1904     | Обсерваторія Гейдельберг-Кеніґштуль | Пауль Ґьотц              |
| 539 Паміна (Pamina)             | 1904 OL              | 2 серпня 1904     | Обсерваторія Гейдельберг-Кеніґштуль | Макс Вольф               |
| 540 Розамунда (Rosamunde)       | 1904 ON              | 3 серпня 1904     | Обсерваторія Гейдельберг-Кеніґштуль | Макс Вольф               |
| 541 Дебора (Deborah)            | 1904 OO              | 4 серпня 1904     | Обсерваторія Гейдельберг-Кеніґштуль | Макс Вольф               |
| 542 Сюзанна (Susanna)           | 1904 OQ              | 15 серпня 1904    | Обсерваторія Гейдельберг-Кеніґштуль | Пауль Ґьотц, Август Копф |
| 543 Шарлотта (Charlotte)        | 1904 OT              | 11 вересня 1904   | Обсерваторія Гейдельберг-Кеніґштуль | Пауль Ґьотц              |
| 544 Єтта (Jetta)                | 1904 OU              | 11 вересня 1904   | Обсерваторія Гейдельберг-Кеніґштуль | Пауль Ґьотц              |
| 545 Мессаліна (Messalina)       | 1904 OY              | 3 жовтня 1904     | Обсерваторія Гейдельберг-Кеніґштуль | Пауль Ґьотц              |
| 546 Іродіада (Herodias)         | 1904 PA              | 10 жовтня 1904    | Обсерваторія Гейдельберг-Кеніґштуль | Пауль Ґьотц              |
| 547 Пракседіс (Praxedis)        | 1904 PB              | 14 жовтня 1904    | Обсерваторія Гейдельберг-Кеніґштуль | Пауль Ґьотц              |
| 548 Крессида (Kressida)         | 1904 PC              | 14 жовтня 1904    | Обсерваторія Гейдельберг-Кеніґштуль | Пауль Ґьотц              |
| 549 Єссонда (Jessonda)          | 1904 PK              | 15 листопада 1904 | Обсерваторія Гейдельберг-Кеніґштуль | Макс Вольф               |
| 550 Сента (Senta)               | 1904 PL              | 16 листопада 1904 | Обсерваторія Гейдельберг-Кеніґштуль | Макс Вольф               |
| 551 Ортруда (Ortrud)            | 1904 PM              | 16 листопада 1904 | Обсерваторія Гейдельберг-Кеніґштуль | Макс Вольф               |
| 552 Зіґлінда (Sigelinde)        | 1904 PO              | 14 грудня 1904    | Обсерваторія Гейдельберг-Кеніґштуль | Макс Вольф               |
| 553 Кундрі (Kundry)             | 1904 PP              | 27 грудня 1904    | Обсерваторія Гейдельберг-Кеніґштуль | Макс Вольф               |
| 554 Пераґа (Peraga)             | 1905 PS              | 8 січня 1905      | Обсерваторія Гейдельберг-Кеніґштуль | Пауль Ґьотц              |
| 555 Норма (Norma)               | 1905 PT              | 14 січня 1905     | Обсерваторія Гейдельберг-Кеніґштуль | Макс Вольф               |
| 556 Філліда (Phyllis)           | 1905 PW              | 8 січня 1905      | Обсерваторія Гейдельберг-Кеніґштуль | Пауль Ґьотц              |
| 557 Віолетта (Violetta)         | 1905 PY              | 26 січня 1905     | Обсерваторія Гейдельберг-Кеніґштуль | Макс Вольф               |
| 558 Кармен (Carmen)             | 1905 QB              | 9 лютого 1905     | Обсерваторія Гейдельберг-Кеніґштуль | Макс Вольф               |
| 559 Нанон (Nanon)               | 1905 QD              | 8 березня 1905    | Обсерваторія Гейдельберг-Кеніґштуль | Макс Вольф               |
| 560 Деліла (Delila)             | 1905 QF              | 13 березня 1905   | Обсерваторія Гейдельберг-Кеніґштуль | Макс Вольф               |
| 561 Інґвельда (Ingwelde)        | 1905 QG              | 26 березня 1905   | Обсерваторія Гейдельберг-Кеніґштуль | Макс Вольф               |
| 562 Саломія (Salome)            | 1905 QH              | 3 квітня 1905     | Обсерваторія Гейдельберг-Кеніґштуль | Макс Вольф               |
| 563 Зулейка (Suleika)           | 1905 QK              | 6 квітня 1905     | Обсерваторія Гейдельберг-Кеніґштуль | Пауль Ґьотц              |
| 564 Дуду (Dudu)                 | 1905 QM              | 9 травня 1905     | Обсерваторія Гейдельберг-Кеніґштуль | Пауль Ґьотц              |
| 565 Марбахія (Marbachia)        | 1905 QN              | 9 травня 1905     | Обсерваторія Гейдельберг-Кеніґштуль | Макс Вольф               |
| 566 Стереоскопія (Stereoskopia) | 1905 QO              | 28 травня 1905    | Обсерваторія Гейдельберг-Кеніґштуль | Пауль Ґьотц              |
| 567 Елевтерія (Eleutheria)      | 1905 QP              | 28 травня 1905    | Обсерваторія Гейдельберг-Кеніґштуль | Пауль Ґьотц              |
| 568 Шерускія (Cheruskia)        | 1905 QS              | 26 липня 1905     | Обсерваторія Гейдельберг-Кеніґштуль | Пауль Ґьотц              |
| 569 Міса (Misa)                 | 1905 QT              | 27 липня 1905     | Відень                              | Йоганн Паліза            |
| 570 Кітера (Kythera)            | 1905 QX              | 30 липня 1905     | Обсерваторія Гейдельберг-Кеніґштуль | Макс Вольф               |
| 571 Дульсінея (Dulcinea)        | 1905 QZ              | 4 вересня 1905    | Обсерваторія Гейдельберг-Кеніґштуль | Пауль Ґьотц              |
| 572 Ребекка (Rebekka)           | 1905 RB              | 19 вересня 1905   | Обсерваторія Гейдельберг-Кеніґштуль | Пауль Ґьотц              |
| 573 Реха (Recha)                | 1905 RC              | 19 вересня 1905   | Обсерваторія Гейдельберг-Кеніґштуль | Макс Вольф               |
| 574 Реґінгільд (Reginhild)      | 1905 RD              | 19 вересня 1905   | Обсерваторія Гейдельберг-Кеніґштуль | Макс Вольф               |
| 575 Рената (Renate)             | 1905 RE              | 19 вересня 1905   | Обсерваторія Гейдельберг-Кеніґштуль | Макс Вольф               |
| 576 Емануела (Emanuela)         | 1905 RF              | 22 вересня 1905   | Обсерваторія Гейдельберг-Кеніґштуль | Пауль Ґьотц              |
| 577 Рея (Rhea)                  | 1905 RH              | 20 жовтня 1905    | Обсерваторія Гейдельберг-Кеніґштуль | Макс Вольф               |
| 578 Гаппелія (Happelia)         | 1905 RZ              | 1 листопада 1905  | Обсерваторія Гейдельберг-Кеніґштуль | Макс Вольф               |
| 579 Сідонія (Sidonia)           | 1905 SD              | 3 листопада 1905  | Обсерваторія Гейдельберг-Кеніґштуль | Август Копф              |
| 580 Селена (Selene)             | 1905 SE              | 17 грудня 1905    | Обсерваторія Гейдельберг-Кеніґштуль | Макс Вольф               |
| 581 Тонтонія (Tauntonia)        | 1905 SH              | 24 грудня 1905    | Тонтен                              | Джоел Меткалф            |
| 582 Олімпія (Olympia)           | 1906 SO              | 23 січня 1906     | Обсерваторія Гейдельберг-Кеніґштуль | Август Копф              |
| 583 Клотильда (Klotilde)        | 1905 SP              | 31 грудня 1905    | Відень                              | Йоганн Паліза            |
| 584 Семіраміда (Semiramis)      | 1906 SY              | 15 січня 1906     | Обсерваторія Гейдельберг-Кеніґштуль | Август Копф              |
| 585 Бількіс (Bilkis)            | 1906 TA              | 16 лютого 1906    | Обсерваторія Гейдельберг-Кеніґштуль | Август Копф              |
| 586 Текла (Thekla)              | 1906 TC              | 21 лютого 1906    | Обсерваторія Гейдельберг-Кеніґштуль | Макс Вольф               |
| 587 Гіпсіпіла (Hypsipyle)       | 1906 TF              | 22 лютого 1906    | Обсерваторія Гейдельберг-Кеніґштуль | Макс Вольф               |
| 588 Ахіллес (Achilles)          | 1906 TG              | 22 лютого 1906    | Обсерваторія Гейдельберг-Кеніґштуль | Макс Вольф               |
| 589 Хорватія (Croatia)          | 1906 TM              | 3 березня 1906    | Обсерваторія Гейдельберг-Кеніґштуль | Август Копф              |
| 590 Томіріс (Tomyris)           | 1906 TO              | 4 березня 1906    | Обсерваторія Гейдельберг-Кеніґштуль | Макс Вольф               |
| 591 Ірмґард (Irmgard)           | 1906 TP              | 14 березня 1906   | Обсерваторія Гейдельберг-Кеніґштуль | Август Копф              |
| 592 Батшева (Bathseba)          | 1906 TS              | 18 березня 1906   | Обсерваторія Гейдельберг-Кеніґштуль | Макс Вольф               |
| 593 Титанія (Titania)           | 1906 TT              | 20 березня 1906   | Обсерваторія Гейдельберг-Кеніґштуль | Август Копф              |
| 594 Мірей (Mireille)            | 1906 TW              | 27 березня 1906   | Обсерваторія Гейдельберг-Кеніґштуль | Макс Вольф               |
| 595 Поліксена (Polyxena)        | 1906 TZ              | 27 березня 1906   | Обсерваторія Гейдельберг-Кеніґштуль | Август Копф              |
| 596 Шейла (Scheila)             | 1906 UA              | 21 лютого 1906    | Обсерваторія Гейдельберг-Кеніґштуль | Август Копф              |
| 597 Бандусія (Bandusia)         | 1906 UB              | 16 квітня 1906    | Обсерваторія Гейдельберг-Кеніґштуль | Макс Вольф               |
| 598 Октавія (Octavia)           | 1906 UC              | 13 квітня 1906    | Обсерваторія Гейдельберг-Кеніґштуль | Макс Вольф               |
| 599 Луїза (Luisa)               | 1906 UJ              | 25 квітня 1906    | Тонтен                              | Джоел Меткалф            |
| 600 Муза (Musa)                 | 1906 UM              | 14 червня 1906    | Тонтен                              | Джоел Меткалф            |

| Астероїди 1—10000 → |           |           |           |           |           |           |           |           |            |
| 1—100               | 1001—1100 | 2001—2100 | 3001—3100 | 4001—4100 | 5001—5100 | 6001—6100 | 7001—7100 | 8001—8100 | 9001—9100  |
| 101—200             | 1101—1200 | 2101—2200 | 3101—3200 | 4101—4200 | 5101—5200 | 6101—6200 | 7101—7200 | 8101—8200 | 9101—9200  |
| 201—300             | 1201—1300 | 2201—2300 | 3201—3300 | 4201—4300 | 5201—5300 | 6201—6300 | 7201—7300 | 8201—8300 | 9201—9300  |
| 301—400             | 1301—1400 | 2301—2400 | 3301—3400 | 4301—4400 | 5301—5400 | 6301—6400 | 7301—7400 | 8301—8400 | 9301—9400  |
| 401—500             | 1401—1500 | 2401—2500 | 3401—3500 | 4401—4500 | 5401—5500 | 6401—6500 | 7401—7500 | 8401—8500 | 9401—9500  |
| 501—600             | 1501—1600 | 2501—2600 | 3501—3600 | 4501—4600 | 5501—5600 | 6501—6600 | 7501—7600 | 8501—8600 | 9501—9600  |
| 601—700             | 1601—1700 | 2601—2700 | 3601—3700 | 4601—4700 | 5601—5700 | 6601—6700 | 7601—7700 | 8601—8700 | 9601—9700  |
| 701—800             | 1701—1800 | 2701—2800 | 3701—3800 | 4701—4800 | 5701—5800 | 6701—6800 | 7701—7800 | 8701—8800 | 9701—9800  |
| 801—900             | 1801—1900 | 2801—2900 | 3801—3900 | 4801—4900 | 5801—5900 | 6801—6900 | 7801—7900 | 8801—8900 | 9801—9900  |
| 901—1000            | 1901—2000 | 2901—3000 | 3901—4000 | 4901—5000 | 5901—6000 | 6901—7000 | 7901—8000 | 8901—9000 | 9901—10000 |